# Långfors pappersbruk
Långfors pappersbruk (1840-1873) var ett lumppappersbruk som var anlagt vid Långforsen (finska: Lankoski) i Sastmola å i Sastmola socken (finska: Merikarvia). 
År 1830 gifte sig bokhållaren Johan Liljeblad från Lappfjärd med Anna-Margareta (Greta), som var det enda barnet på Långfors hemman i Lankoski by. Till hemmanet hörde en sågkvarn för husbehov men 1839, då Liljeblad övertog hemmanet efter svärfadern, anhöll han och fick tillstånd att sälja bräder från kvarnen och anlade ytterligare en mjölkvarn. Året därefter fick han även tillstånd att anlägga ett pappersbruk med två valsar. Bruksbyggnaden uppfördes 1842 i tre våningar invid en kanal som Liljeblad hade låtit gräva parallellt med ån. År 1848 fanns i lager tryckpapper, förhydning, makulatur, bokbindarpapp, vit papp, påspapper och karduspapper. Liljeblad avled 1848 och änkan gifte om sig med Antti Ahlström som var från orten.
Ahlström var en driftig person men han hindrades till en del i förvaltningen av familjens egendom av änkan och styvbarnen. Hans främsta intresse var träförädling och genom vinsterna från den kunde han lösa ut styvbarnen och fick friare händer. I pappersbruket investerade han stort år 1858 varvid dess värde som 1848 hade uppskattats till 200 silverrubel steg till 3 700 silverrubel. Anställda vid pappersbruket var på 1860-talet fyra till sex personer och som råvara användes lump men också bast, linbråk och pappersspån. Även om pappersbruket var lönsamt under 1860-talet var vattenbristen i Långforsen och konkurrensen från maskinpappersbruken i Tammerfors och Tervakoski besvärande och år 1873 blev det sista då man tillverkade papper i Långfors. 